# Giải thưởng thường niên TVB cho Nữ nhân vật được yêu thích nhất
Giải thưởng thường niên TVB cho Nữ nhân vật được yêu thích nhất (tiếng Anh: TVB Anniversary Award for Most Popular Female Character) là một trong những hạng mục của Giải thưởng thường niên TVB được tổ chức hàng năm bởi TVB. Giải thưởng nhằm tôn vinh nữ diễn viên với vai diễn được yêu thích nhất trong các bộ phim truyền hình TVB trong năm.
Giải thưởng được trao lần đầu vào năm 2006 với tên "My Favourite Female Television Role (本年度我最喜愛的電視角色)". Từ năm 2013 tên chính thức của giải thưởng là "Most Popular Female Television Role (最受歡迎電視女角色)".

## Diễn viên giành giải và được đề cử
Đây là danh sách top 5 diễn viên được đề cử tính từ năm 2006. Diễn viên giành giải được xếp đầu tiên và tô đậm. Không có top 5 từ năm 2012 đến 2014.

### 2000s
| Năm            | Diễn viên            | Tên phim                       | Tên phim tiếng Anh                                        | Vai diễn |
| -------------- | -------------------- | ------------------------------ | --------------------------------------------------------- | -------- |
| 2006           |                      |                                |                                                           |          |
| Xa Thi Mạn     | Phụng hoàng lâu      | Maidens' Vow                   | Ngụy Du Phụng, Uông Tử Quân, Bạch Tuệ Trân, và Đái Tư Gia |          |
| Chu Lệ Kỳ      | Khúc nhạc tình yêu   | Under the Canopy of Love       | Fiona Ko                                                  |          |
| Đặng Tụy Văn   | Đáng mặt nữ nhi      | La Femme Desperado             | Hilda Hoi                                                 |          |
| Lê Tư          | Bão cát              | The Dance of Passion           | Kế Minh Phụng                                             |          |
| Hồ Hạnh Nhi    | Tình yêu chân thật   | To Grow with Love              | Tina Ho                                                   |          |
| 2007           |                      |                                |                                                           |          |
| Quan Cúc Anh   | Sóng gió gia tộc     | Heart of Greed                 | Vương Tú Cầm                                              |          |
| Xa Thi Mạn     | Hạt ngọc phương đông | Glittering Days                | Chu Ngọc Lan                                              |          |
| Lý Tư Kỳ       | Sóng gió gia tộc     | Heart of Greed                 | Lăng Xảo                                                  |          |
| Chung Gia Hân  | Sóng gió gia tộc     | Heart of Greed                 | Sheung Choi-sum                                           |          |
| Lê Tư          | Tuyệt thế anh tài    | The Ultimate Crime Fighter     | Wong Jing-ying                                            |          |
| 2008           |                      |                                |                                                           |          |
| Lý Tư Kỳ       | Sức mạnh tình thân   | Moonlight Resonance            | Chung Tiếu Hà                                             |          |
| Xa Thi Mạn     | Nữ trạng tài danh    | Word Twisters Adventures       | Naplan Ching-ching                                        |          |
| Quan Cúc Anh   | Sức mạnh tình thân   | Moonlight Resonance            | Chung Tiếu Sa                                             |          |
| Trần Pháp Lạp  | Sức mạnh tình thân   | Moonlight Resonance            | Wing Kam                                                  |          |
| Chung Gia Hân  | Truyền tích thần kỳ  | Legend of the Demigods         | Gai Choi-chi (Sister Ho Choi)                             |          |
| 2009           |                      |                                |                                                           |          |
| Dương Di       | Cung tâm kế          | Beyond the Realm of Conscience | Diêu Kim Linh                                             |          |
| Mao Thuấn Quân | Tình đồng nghiệp     | Off Pedder                     | Yan Sheung                                                |          |
| Đặng Tụy Văn   | Xứng danh tài nữ     | Rosy Business                  | Khang Bảo Kì                                              |          |
| Xa Thi Mạn     | Kẻ đánh thuê         | You're Hired                   | Lam Miu-miu                                               |          |
| Xa Thi Mạn     | Cung tâm kế          | Beyond the Realm of Conscience | Lau Sam-ho                                                |          |

### 2010s
| Năm             | Diễn viên               | Tên phim                        | Tên phim tiếng Anh       | Vai diễn |
| --------------- | ----------------------- | ------------------------------- | ------------------------ | -------- |
| 2010            |                         |                                 |                          |          |
| Xa Thi Mạn      | Công chúa giá đáo       | Can't Buy Me Love               | Công chúa Chiêu Dương    |          |
| Dương Di        | Vụ án bí ẩn             | The Mysteries of Love           | Từ Tiểu Lệ               |          |
| Mao Thuấn Quân  | Ngày mai tươi sáng      | Some Day                        | Tseng Kiu                |          |
| Chung Gia Hân   | Công chúa giá đáo       | Can't Buy Me Love               | Ng Sei-tak               |          |
| Đặng Tụy Văn    | Nghĩa hải hào tình      | No Regrets                      | Cheng Kau-mui (Miss Kau) |          |
| 2011            |                         |                                 |                          |          |
| Hồ Hạnh Nhi     | Tòa án lương tâm        | Ghetto Justice                  | Vương Tư Cổ              |          |
| Chung Gia Hân   | Học trường mật cảnh     | Yes, Sir. Sorry, Sir!           | Carman "Miss Cool" Koo   |          |
| Trần Pháp Lạp   | Tiềm hành truy kích     | Lives of Omission               | Chu Vọng Tình            |          |
| Trương Khả Di   | Bằng chứng thép 3       | Forensic Heroes III             | Dr. Mandy Chung          |          |
| Trần Nhân Mỹ    | Bằng chứng thép 3       | Forensic Heroes III             | Tưởng Trác Quân          |          |
| 2012            |                         |                                 |                          |          |
| Từ Tử San       | Ranh giới thiện ác      | Highs and Lows                  | Trần Gia Bích            |          |
| Xa Thi Mạn      | Tình không lối thoát    | When Heaven Burns               | Hazel "Yan" Yip          |          |
| Chu Lệ Kỳ       | Lang quân như ý         | Bottled Passion                 | Từ Tâm                   |          |
| Dương Di        | Sứ mệnh 36 giờ          | The Hippocratic Crush           | Dr. Fan Tsz-yu           |          |
| Dương Di        | Danh viện vọng tộc      | Silver Spoon, Sterling Shackles | Khang Tử Quân            |          |
| Trần Pháp Lạp   | Đông cung tây lược      | Queens of Diamonds and Hearts   | Chung Vô Diễm            |          |
| Hồ Hạnh Nhi     | Tòa án lương tâm 2      | Ghetto Justice II               | Kris Wong                |          |
| Điền Nhụy Ni    | Thời thế tạo vương      | King Maker                      | Yim Sam-leung            |          |
| Sầm Lệ Hương    | Cuộc chiến của siêu sao | Divas in Distress               | Hương Nãi-ái Hinh-hấn    |          |
| Mễ Tuyết        | Đại thái giám           | The Confidant                   | Empress Dowager Chee-hei |          |
| 2013            |                         |                                 |                          |          |
| Điền Nhụy Ni    | Cự luân                 | Brothers Keeper                 | Diêu Văn Anh             |          |
| Trần Mẫn Chi    | Pháp võng truy kích     | Friendly Fire                   | Ngai Mei Sun             |          |
| Chu Lệ Kỳ       | Nữ cảnh tác chiến       | Sergeant Tabloid                | Lữ Phi Hiệp              |          |
| Dương Di        | Sứ mệnh 36 giờ 2        | The Hippocratic Crush II        | Dr. Fan Tsz-yu           |          |
| Vạn Ỷ Văn       | Chân trời mơ ước        | Inbound Troubles                | Dịch Tuyết Phi           |          |
| Trần Pháp Lạp   | Bao la vùng trời 2      | Triumph in the Skies II         | Hà Niên Hi               |          |
| Hồ Hạnh Nhi     | Bao la vùng trời 2      | Triumph in the Skies II         | Cố Hạ Thần               |          |
| Vương Uyển Chi  | Chân trời mơ ước        | Inbound Troubles                | Ngô Chi Tình             |          |
| Lý Tư Kỳ        | Định vị trái tim        | Reality Check                   | Lau Tsui Wan             |          |
| Hoàng Thúy Như  | Định vị trái tim        | Reality Check                   | May Hui                  |          |
| Trần Nhân Mỹ    | Bãi biển tình yêu       | Slow Boat Home                  | Trịnh Bão Bão            |          |
| Hồ Định Hân     | Bao la vùng trời 2      | Triumph in the Skies II         | Lăng Trác Chi            |          |
| Quan Vịnh Hà    | Tam thế duyên           | Always and Ever                 | Phoenix Yeung            |          |
| Chung Gia Hân   | Cự luân                 | Brothers Keeper                 | Rachel Cheuk             |          |
| Từ Tử San       | Mỹ nhân hành động       | Bounty Lady                     | Thịnh Hoa Lôi            |          |
| 2014            |                         |                                 |                          |          |
| Xa Thi Mạn      | Sứ đồ hành giả          | Line Walker                     | Đinh Tiểu Gia            |          |
| Mễ Tuyết        | Cafe hữu tình           | Coffee Cat Mama                 | Mã Tư Nhã                |          |
| Trần Nhân Mỹ    | Đơn luyến song thành    | Outbound Love                   | La Thức Thích            |          |
| Tiết Gia Yến    | Xuân hỷ tương phùng     | Queen Divas                     | Hà Thiếu Lan             |          |
| Dương Di        | Thủ nghiệp giả          | Storm in a Cocoon               | Đường Băng Băng          |          |
| Hoàng Thúy Như  | Ngàn lời yêu thương     | Swipe Tap Love                  | Yu Chor-gin              |          |
| Lý Thi          | Hàn Sơn tiềm long       | Ghost Dragon of Cold Mountain   | Tou Fa / Yan Mei-neong   |          |
| Điền Nhụy Ni    | Vòng xoáy thiện ác      | Black Heart White Soul          | Đàm Mĩ Trinh             |          |
| Tô Ngọc Hoa     | Tái đắc hữu tình nhân   | Rear Mirror                     | Nhiêu Nghị Hân           |          |
| Hà Siêu Nghi    | Tìm lấy ngày mai        | Tomorrow is Another Day         | Ting Ho-ho               |          |
| Chung Gia Hân   | Phi hổ 2                | Tiger Cubs II                   | WPC Chung Wai-yan        |          |
| Huỳnh Trí Văn   | Phi hổ 2                | Tiger Cubs 2                    | WIP So Man-keung         |          |
| Vương Uyển Chi  | Anh họ, anh được lắm    | Come On, Cousin                 | Vương Uyển Chi           |          |
| Quan Cúc Anh    | Danh môn ám chiến       | Overachievers                   | Quan Cúc Anh             |          |
| Hồ Định Hân     | Danh môn ám chiến       | Overachievers                   | Mandy "Ah Man" Ting      |          |
| 2015            |                         |                                 |                          |          |
| Điền Nhụy Ni    | Chơi với ma             | Ghost of Relativity             | Tôn Thục Mai             |          |
| Huỳnh Thúy Như  | Sư nãi Madam            | Madam Cutie On Duty             | Hoàng Thúy Như           |          |
| Chung Gia Hân   | Hoa lệ chuyển thân      | Limelight Years                 | Tư Đồ Địch Địch          |          |
| Hồ Định Hân     | Chơi với ma             | Ghost of Relativity             | Khương Dung              |          |
| Trần Vỹ         | Kiêu hùng               | Lord of Shanghai                | Diêu Quế Sanh            |          |
| 2016            |                         |                                 |                          |          |
| Vương Quân Hinh | Anh hùng thành trại     | A Fist Within Four Walls        | Hoa Mạn / Triều Hà       |          |
| Đường Thi Vịnh  | Thiết mã gặp chiến xa   | Speed of Life                   | Diêu Dao                 |          |
| Chu Thiên Tuyết | Cảnh sát siêu năng      | Over Run Over                   | Lăng Thần Phong          |          |
| Đằng Lệ Danh    | Những người bạn         | House of Spirits                | Bảo Hân                  |          |
| Hồ Định Hân     | Anh hùng thành trại     | A Fist Within Four Walls        | Điêu Lan                 |          |
| 2016            |                         |                                 |                          |          |
| Thái Tư Bối     | Bước qua ranh giới      | Legal Mavericks                 | Triệu Chính Muội         |          |
| Đường Thi Vịnh  | Binh đoàn phái yếu      | My Unfair Lady                  | Lăng Vũ Cần              |          |
| Hồ Định Hân     | Cộng sự                 | The Unholy Alliance             | Nguyễn Thanh Hân         |          |
| Huỳnh Trí Văn   | Pháp sư bất đắc dĩ      | The Exorcist Meter              | Trang Chỉ Nhược / Salvia |          |
| Lý Giai Tâm     | Những kẻ ba hoa         | My Ages Apart                   | Thượng Khả Dao           |          |

## Kỷ lục
| Giải | Nữ diễn viên |
| ---- | ------------ |
| 3    | Xa Thi Mạn   |
| 2    | Điền Nhụy Ni |

| Đề cử | Nữ diễn viên  |
| ----- | ------------- |
| 7     | Xa Thi Mạn    |
| 7     | Chung Gia Hân |
| 5     | Dương Di      |

So sánh tuổi
| Kỷ lục                              | Nữ diễn viên  | Phim truyền hình   | Tuổi (tính bằng năm) |
| ----------------------------------- | ------------- | ------------------ | -------------------- |
| Người chiến thắng lớn tuổi nhất     | Lý Tư Kỳ      | Sức mạnh tình thân | 58                   |
| Người lọt top 5 đề cử lớn tuổi nhất | Lý Tư Kỳ      | Sức mạnh tình thân | 58                   |
| Người chiến thắng trẻ nhất          | Thái Tư Bối   | Bước qua ranh giới | 26                   |
| Người lọt top 5 đề cử trẻ nhất      | Chung Gia Hân | Sóng gió gia tộc   | 23                   |